# Kabinett Ribot III

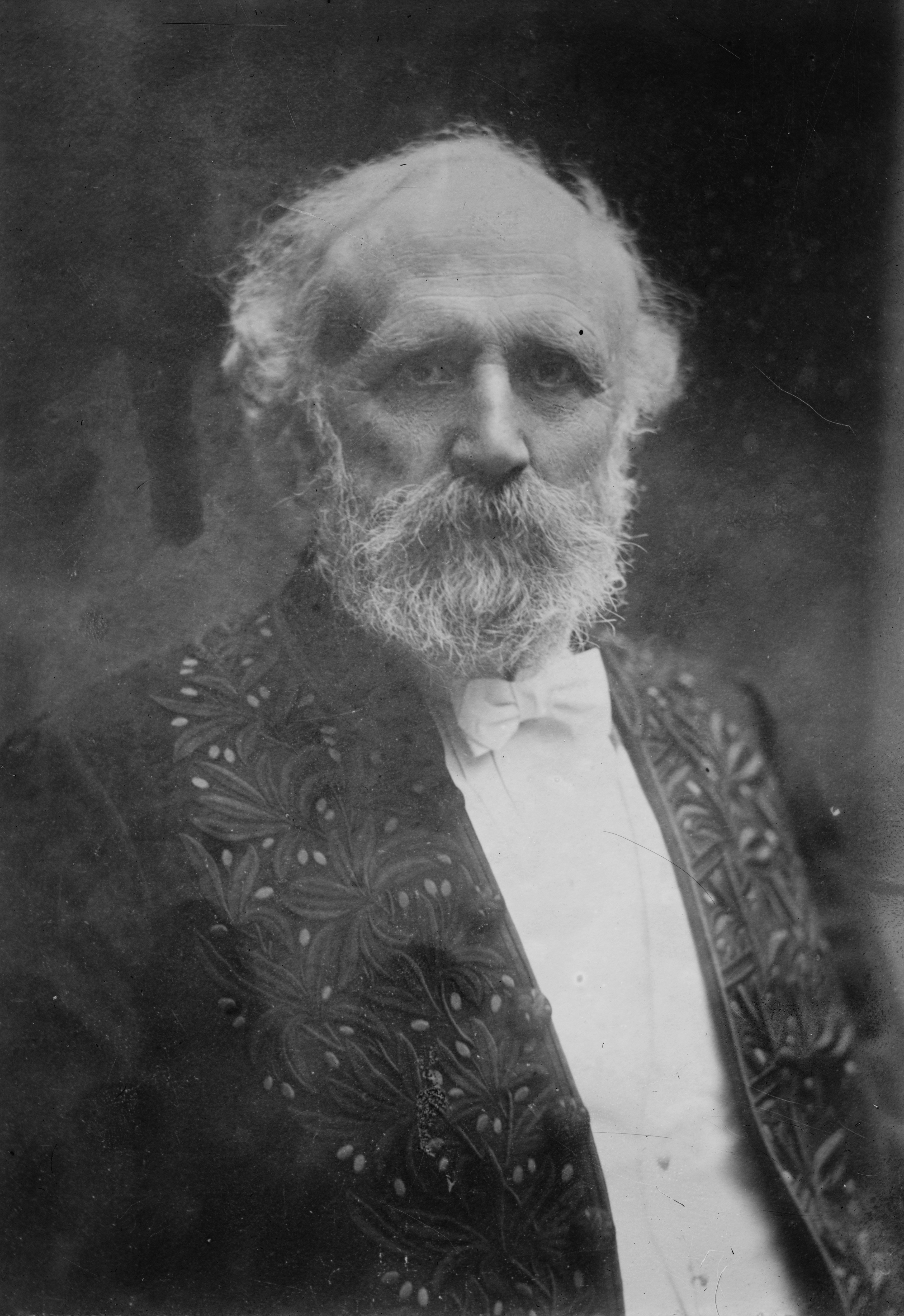
Alexandre Ribot

Das dritte Kabinett Ribot war eine Regierung der Dritten Französischen Republik. Es wurde am 26. Januar 1895 von Premierminister (Président du Conseil) Alexandre Ribot gebildet und löste das Kabinett Dupuy III ab. Es blieb bis zum 28. Oktober 1895 im Amt und wurde vom Kabinett Bourgeois abgelöst.
Dem Kabinett gehörten Minister folgender Gruppen an: Union libérale républicaine (ULR), Républicains modérés (RM), Association nationale républicaine (ANR), Républicains de gouvernement (RdG), Républicains progressistes (RP), Union républicaine (UR) und Gauche radicale (GR).

## Kabinett
Dem Kabinett gehörten folgende Minister an:
- Premierminister: Alexandre Ribot (ULR)
- Finanzen: Alexandre Ribot
- Justizminister: Ludovic Trarieux (ULR)
- Außenminister: Gabriel Hanotaux (RM)
- Innen- und Religionsminister: Georges Leygues (ANR)
- Kriegsminister: Émile Auguste Zurlinden
- Minister für Marine: Gustave Besnard
- Minister für öffentlichen Unterricht und Kunst: Raymond Poincaré (RdG)
- Minister für öffentliche Arbeiten und Sozialversicherung: Ludovic Dupuy-Dutemps[1] (RP, RdG)
- Minister für Handel, Industrie, Post und Telegraphie: André Lebon[2] (RP, RdG)
- Landwirtschaftsminister: Antoine Gadaud[3] (UR)
- Minister für die Kolonien: Émile Chautemps[4] (GP)

## Historische Einordnung

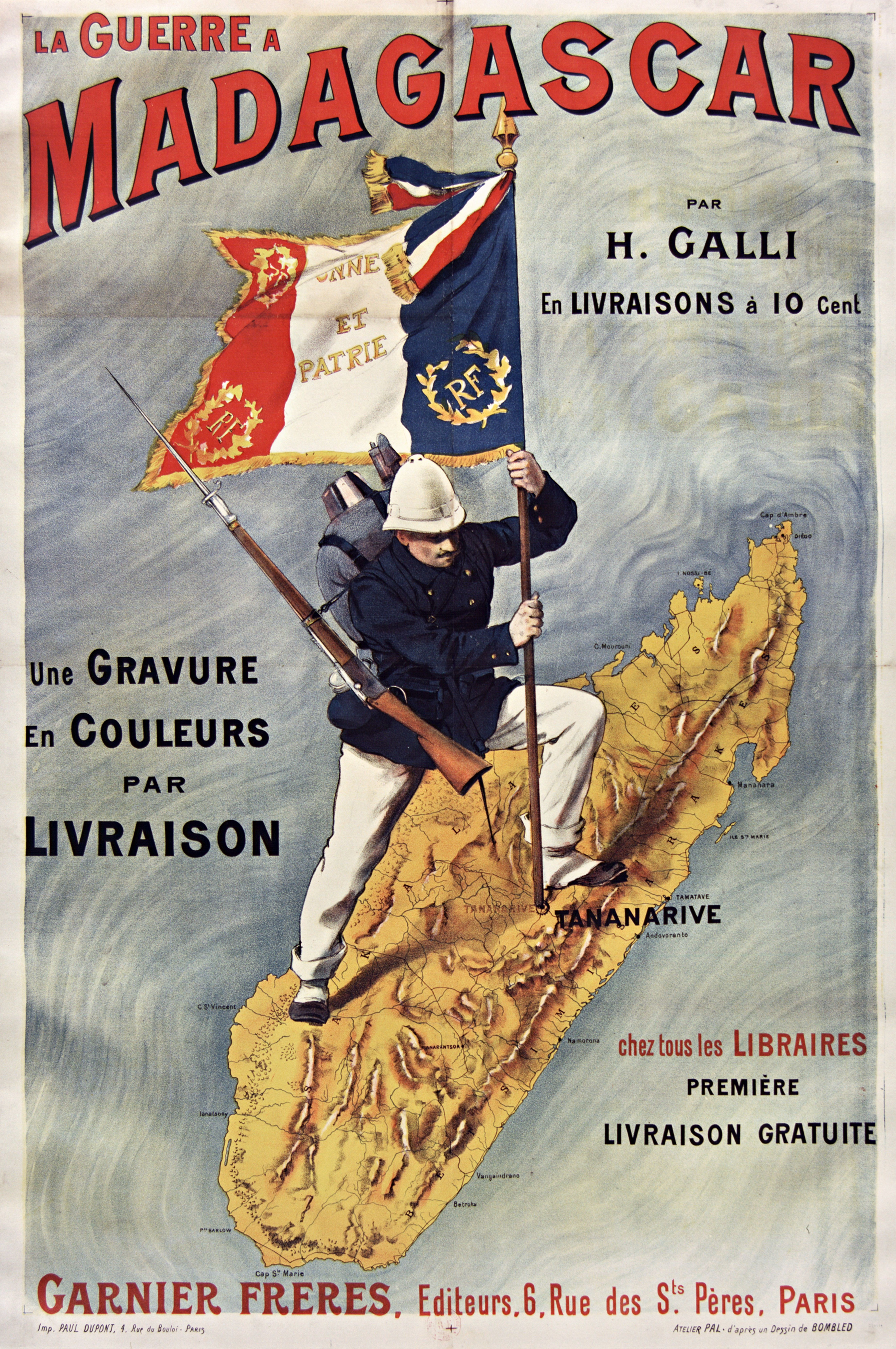
Eroberung Madagaskars

Nach dem Rücktritt Jean Casimir-Periers als französischer Staatspräsident wählte die Nationalversammlung Felix Faure zu seinem Nachfolger. Faure setzte sich dabei nur knapp gegen Henri Brisson durch, der nach dem ersten Wahlgang noch geführt hatte. Wahlentscheidend war der Rückzug Pierre Waldeck-Rousseaus, der zur Wahl Faures im zweiten Wahlgang aufrief.
Die Abgeordnetenkammer beschloss am 31. Januar 1895 auf Antrag des früheren Kriegsministers Mercier, Alfred Dreyfus auf die Teufelsinsel in Französisch-Guayana zu verbannen. Am 8. Juni 1895 trat das Gesetz über Justizirrtümer in Kraft, nach dem einem unschuldig Verurteilten eine Entschädigung zustand. Ende September 1895 schlossen sich in Limoges verschiedene Branchengewerkschaften zur Confédération générale du travail (CGT) zusammen.
Mali wurde seit dem 16. Juni 1895 als französische Kolonie geführt. Am 30. September besetzte die französische Armee Madagaskar, das danach zur Kolonie wurde.
Die Streiks in Carmaux führten zu einem Dauerkonflikt der Regierung mit den sozialistischen Abgeordneten. Die dadurch geschwächte Regierung überstand die Debatten um den Finanzskandal bei den Chemins de fer nicht.